# بيتر جوزيف فاغنر
بيتر جوزيف فاغنر (بالإنجليزية: Peter Joseph Wagner)‏ هو محامي وسياسي أمريكي، ولد في 14 أغسطس 1795، وتوفي في 13 سبتمبر 1884. انتخب عضو مجلس النواب الأمريكي.